# Mauritz Frohm
Mauritz Bernhard Julius Frohm, född 22 september 1840 i Helsingborg, död där 4 april 1912, var en svensk arkitekt och Helsingborgs första stadsarkitekt. Han innehade posten mellan åren 1868 och 1903 och efterlämnade flera betydande byggnader i staden.

## Biografi

### Tidigt liv, utbildning och praktik
Frohm föddes den 22 september 1840 i Helsingborg som son till juveleraren Jonas Frohm och dennes hustru Christina (född Ramberg). Han hade även en bror vid namn Arvid som verkade som gravör, men som senare emigrerade till Amerika. År 1856 hade Frohm genomgått utbildning i allmänna läroverket i Helsingborg och flyttade därefter till Göteborg där han påbörjade studier på Chalmerska slöjdskolan. Skolan var vid denna tid en lägre teknisk läroanstalt, som bland annat bedrev arkitektutbildning som alternativ till de högre utbildningarna vid Konstakademiens byggnadsskola och Teknologiska institutet. Det var troligen där han fick sin utbildning i byggnadskonst.

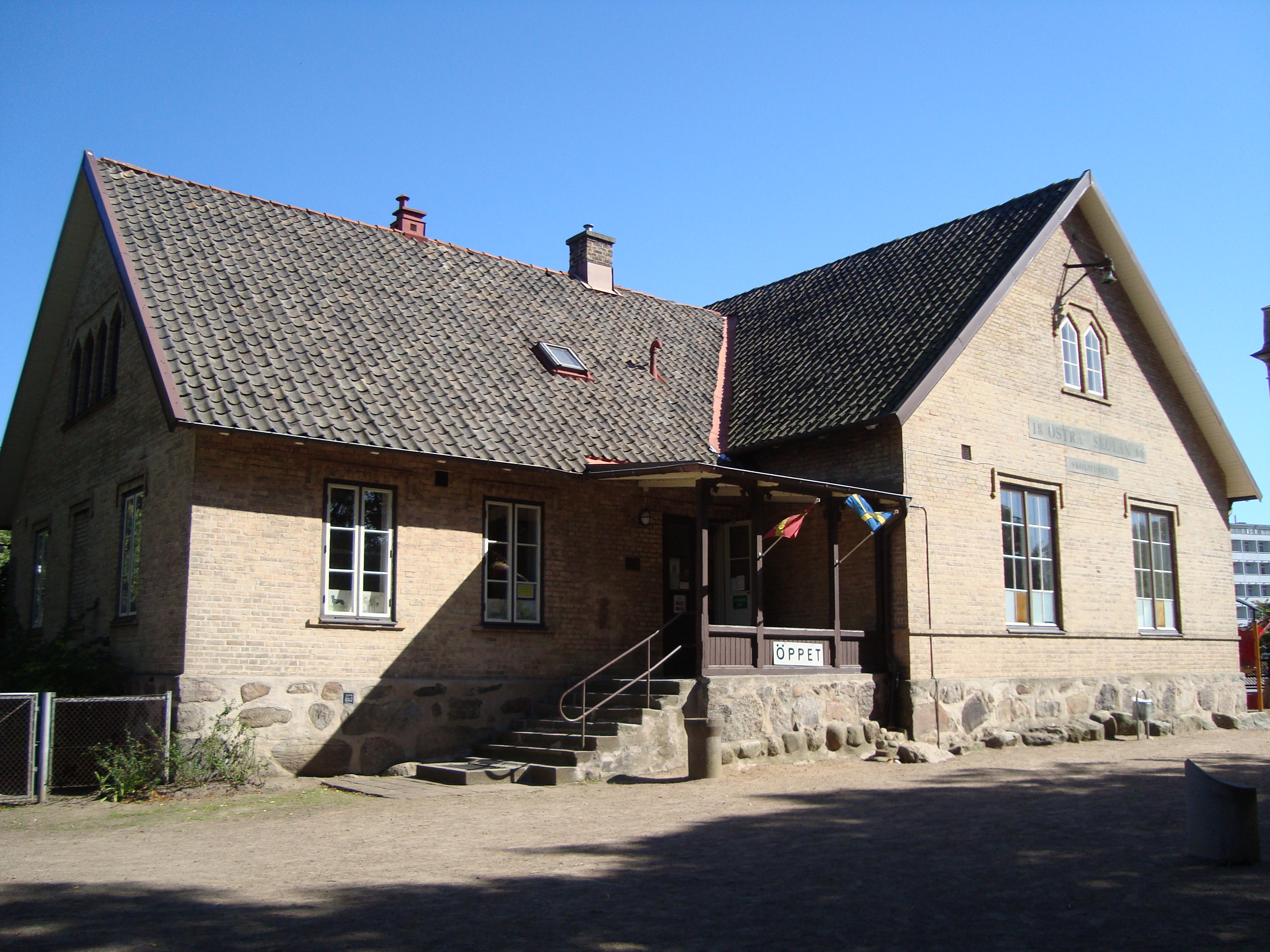
Östra skolan (1866).

Efter genomförda studier vid Chalmers flyttade Frohm år 1861 till Stockholm, där han till en början troligen deltog i planeringsarbetet till sammanbindningsbanan. Det är oklart hur länge han arbetade med detta, men år 1864 fick han dock anställning hos Helgo Zettervall, en av Sveriges främsta arkitekter vid denna tid. Om Frohm anteckande Zettervall följande:

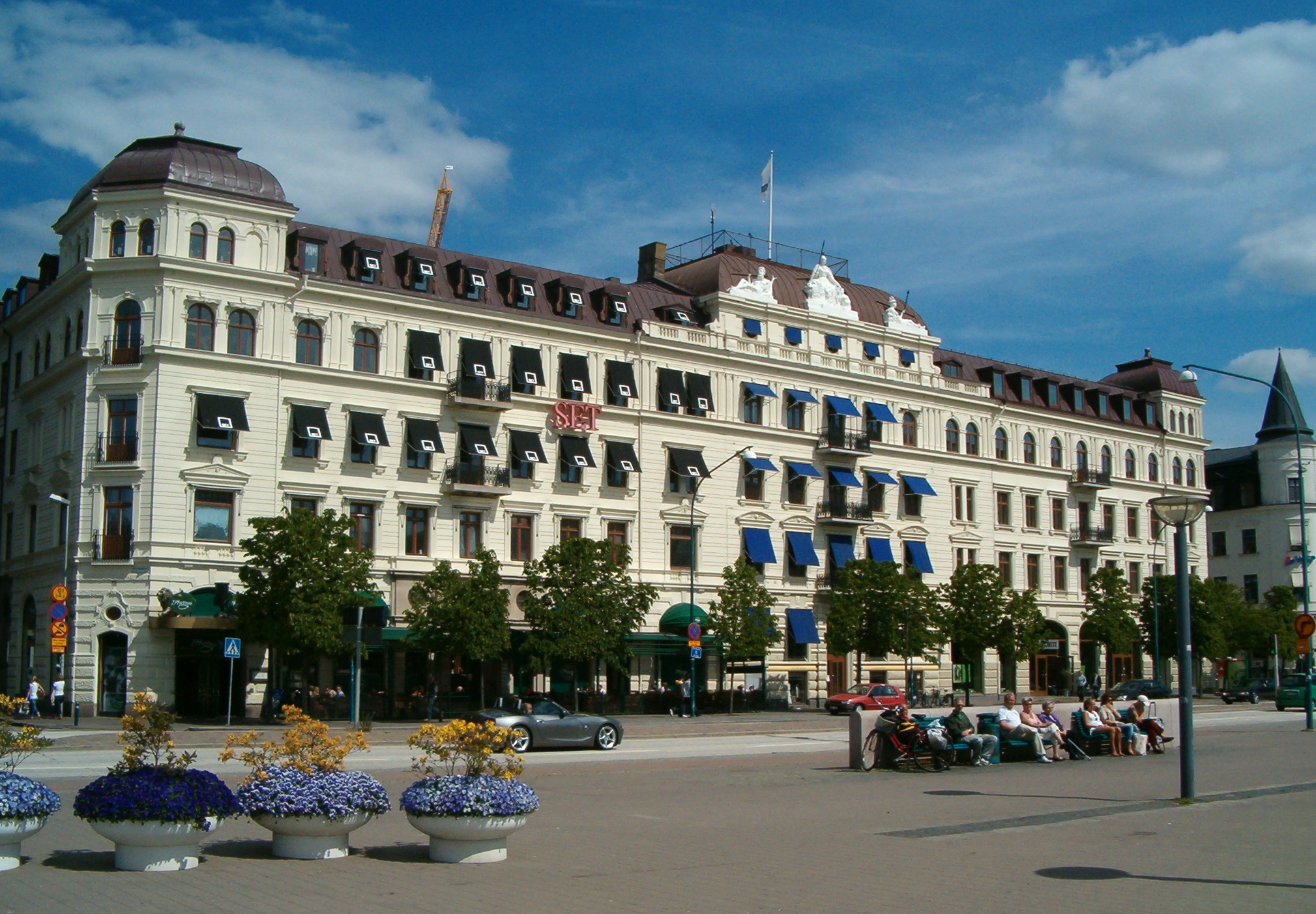
Continentalpalatset (1868, 1883–1884).

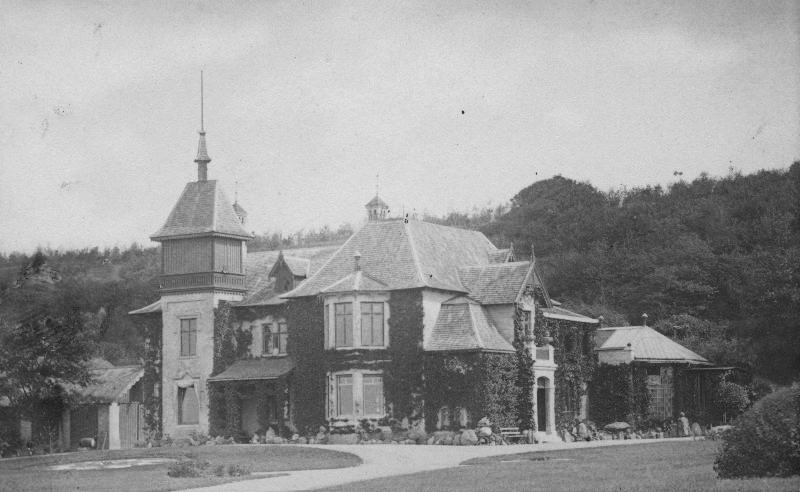
Hamilton House (1869, rivet 1964).

| ” | Ett biträde hade jag nu också fått i en Herr Frohm – en fin och petig herre, men god ritare. På senhösten fick jag en till i Herr Kihlberg från Lidköping; en mycket städad och hygglig ung man, fast ej så begåfvad som Frohm. Båda voro utgångna från Chalmerska skolan i Göteborg och voro hos mig som elever och arbete för dem saknades icke. | „ |

### Stadsarkitekt i Helsingborg
År 1865 återvände Frohm till Helsingborg, men vad han arbetade med under den första tiden efter återkomsten till hemstaden är oklart. År 1866 bearbetade han dock normalritningarna till folkskolebyggnaden Östra skolan och 1867 utformade han mangårdsbyggnaden till Christinehalls landeri. Under denna tid hade staden påbörjat sin allt större expansion och behovet av en myndighet för att kontrollera den allt mer kraftiga byggnadsverksamheten var uppenbart. Därför tillkom år 1866 byggnadsnämnden och man ämnade även att införa en stadsarkitekt för staden. Beslutet dröjde fram till 1868 och under tiden var byggmästare Bengt Lundgren tillförordnad stadsarkitekt. Inför beslutet bestämdes att häradshövding Oscar Åberg skulle rådfråga Frohm, som dock själv sade sig vara intresserad av posten. Detta blev också fallet. Stadsarkitektens årslön uppgick till 150 riksdaler riksmynt, en summa som dock var symbolisk då det antogs att dennes huvudinkomster skulle komma från privat verksamhet. Sitt kontor hade Frohm i anslutning till bostaden i en lägenhet på Carl Krooks gata 5 i ett hus han själv ritat. Detta är dock numera rivet. För att fortbilda sig och hålla sig à jour med arkitekturutvecklingen genomförde han årligen studieresor i Europa, främst till Berlin och Wiesbaden.

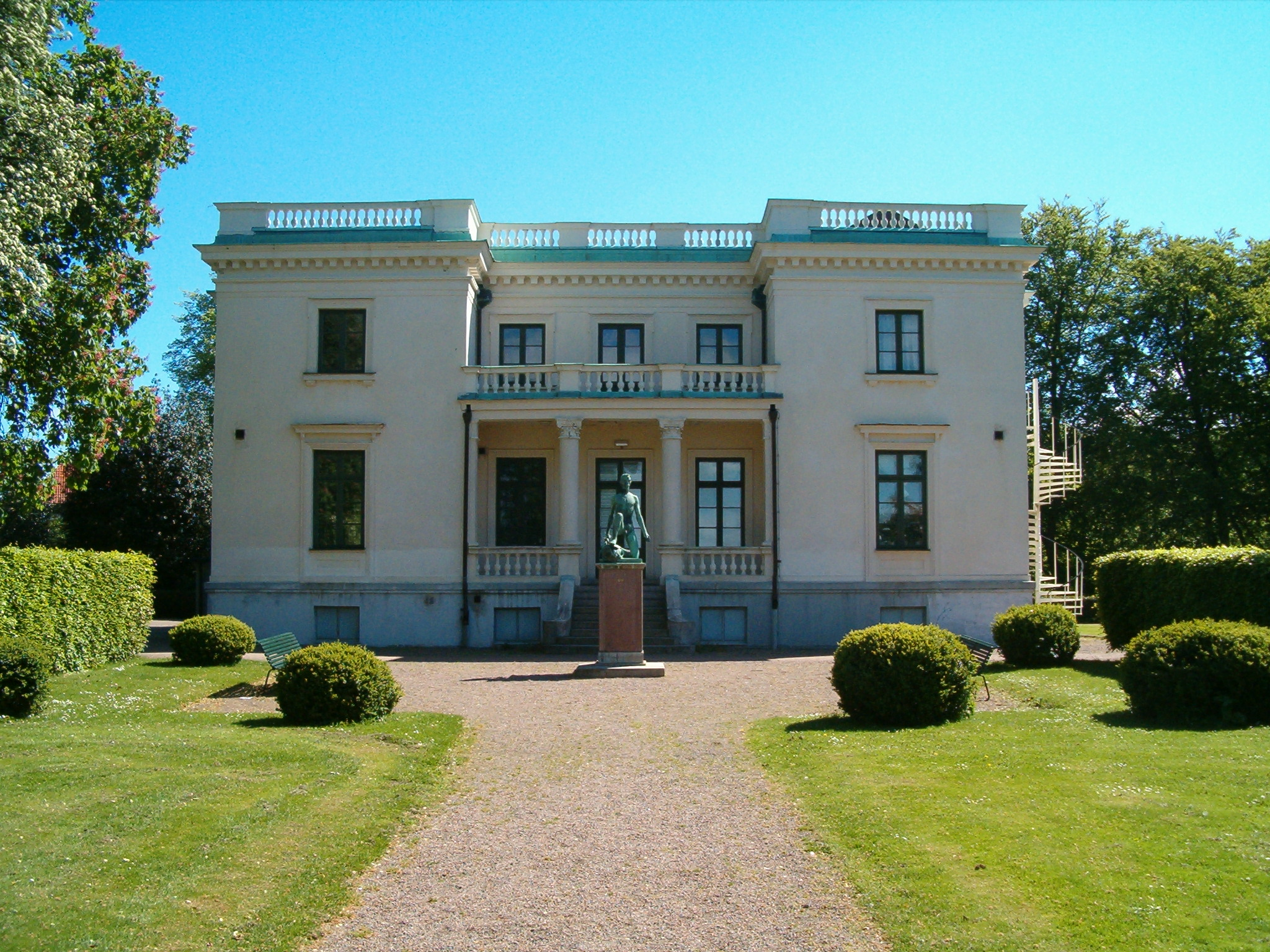
Vikingsberg (1875).

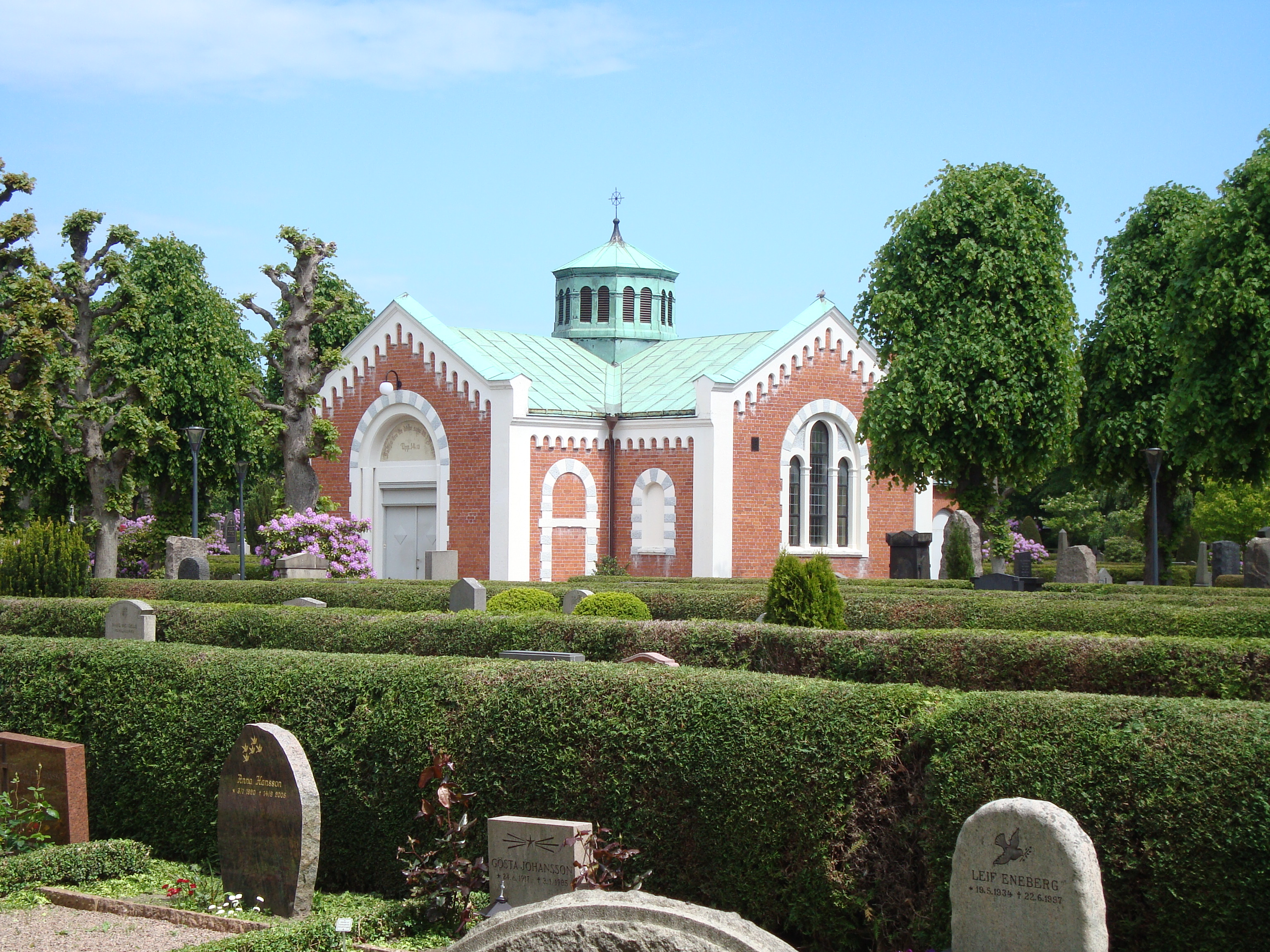
Nya kyrkogårdens begravningskapell (1875).

Då han var verksam under en så expansiv period i Helsingborgs historia kom han att kraftigt dominera dess arkitektur. Länge var han också den enda egentliga arkitekten i staden. Under sin verksamma tid kom han att bli upphovsman till runt 460 olika arbeten, varav den största delen var nybyggnad. Arbetena spände från högborgerliga privatvillor till enkla flerbostadshus för arbetare; från storslagna centralpalats och hotell till industribyggnader. Hans byggnadsstil dominerades av en stram och välproportionerad nyrenässans, vilken alltså kom att dominera den framväxande stadsbilden. Frohms arkitektur togs oftast emot positivt av samtiden, vilket bland annat kan ses i ett citat av riksdagsmannen Emil Key från ett besök i staden, där han konstaterar att byggnaderna kring Stadsparken, av vilka ett flertal ritats av Frohm: 

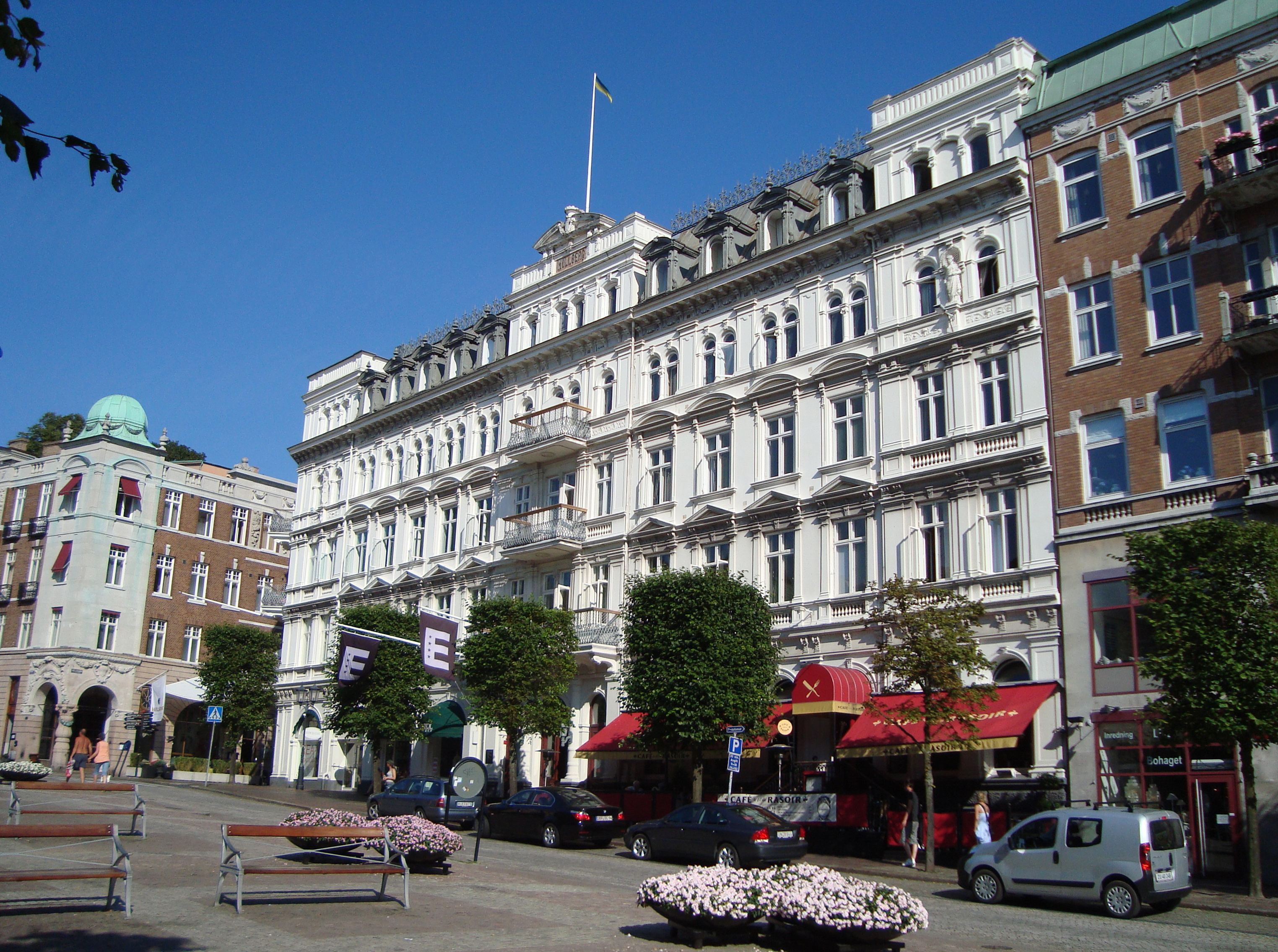
Hotell Mollberg (1884, 1905).

| ” | ...vittnade om såväl stadsarkitektens smak och uppfinningsförmåga som om egarnes byggnadshåg och skönhetssinne. | „ |

### Byggnadsverk
Bland de mer framstående exemplen ut Frohms verkförteckning finns Continentalpalatset, som påbörjades som en mer blygsam hörnbyggnad i kvarteret Svea 1868, men som 1883–84 byggdes ut till ett kvarterstäckande komplex, benämnt efter Hotell Continental, som var inhyst i byggnadens södra del. Frohm kom att utforma ett flertal hotell i staden: redan 1874–75 hade Hotel d'Angleterre uppförts efter hans ritningar och han ritade även nybyggnationen av anrika Hotell Mollberg, som uppfördes i etapper 1884 och 1903–1905. Detta kom också att bli det mest omtalade.

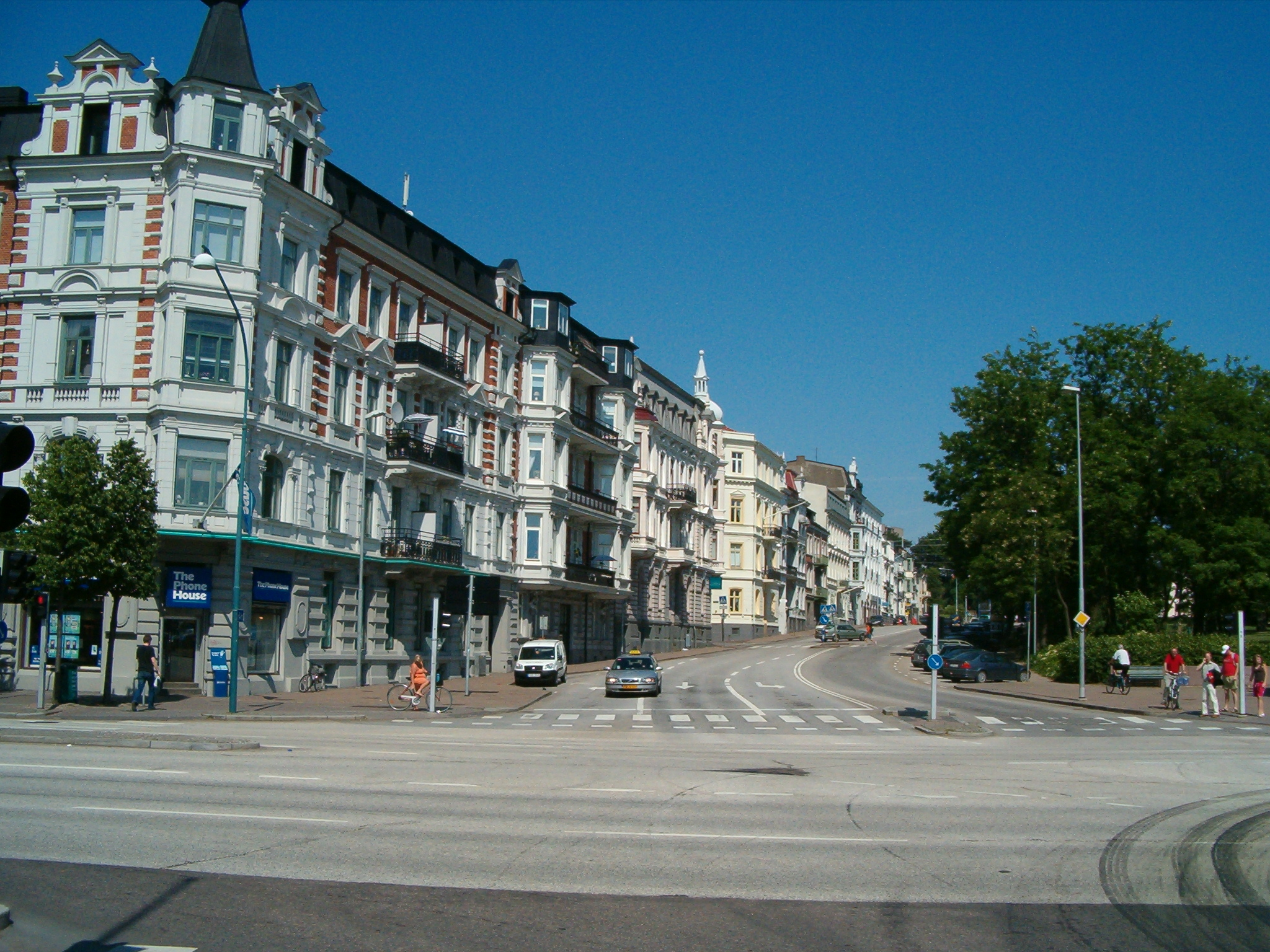
Trädgårdsgatan med en rad byggnader uppförda efter ritningar av Mauritz Frohm (1880–1887).

De allt större över- och övre medelklasserna i Helsingborg under denna tid efterfrågade i allt högre grad representativa bostäder, av vilka Frohm kom att utforma ett flertal. Det främsta exemplaret av dessa är villan Vikingsberg, beställd av ryttmästare Georg Aminoff och uppförd 1875. Till villan hämtade Frohm sin inspiration från det lilla palatset Petit Trianon vid Versailles. Samtidigt genomförde han en ombyggnad av den närliggande Villa Nyborg (Hertzska villan). Andra villor värda att nämna är Hamilton House (1868–69) och Villa Skalet (1884). Dessutom utförde han vissa modifikationer på Konsul Perssons villa. Han ritade även mer stadsmässiga privatbostäder i Lewenhauptska palatset (1868) och Banckska villan (1879–80).

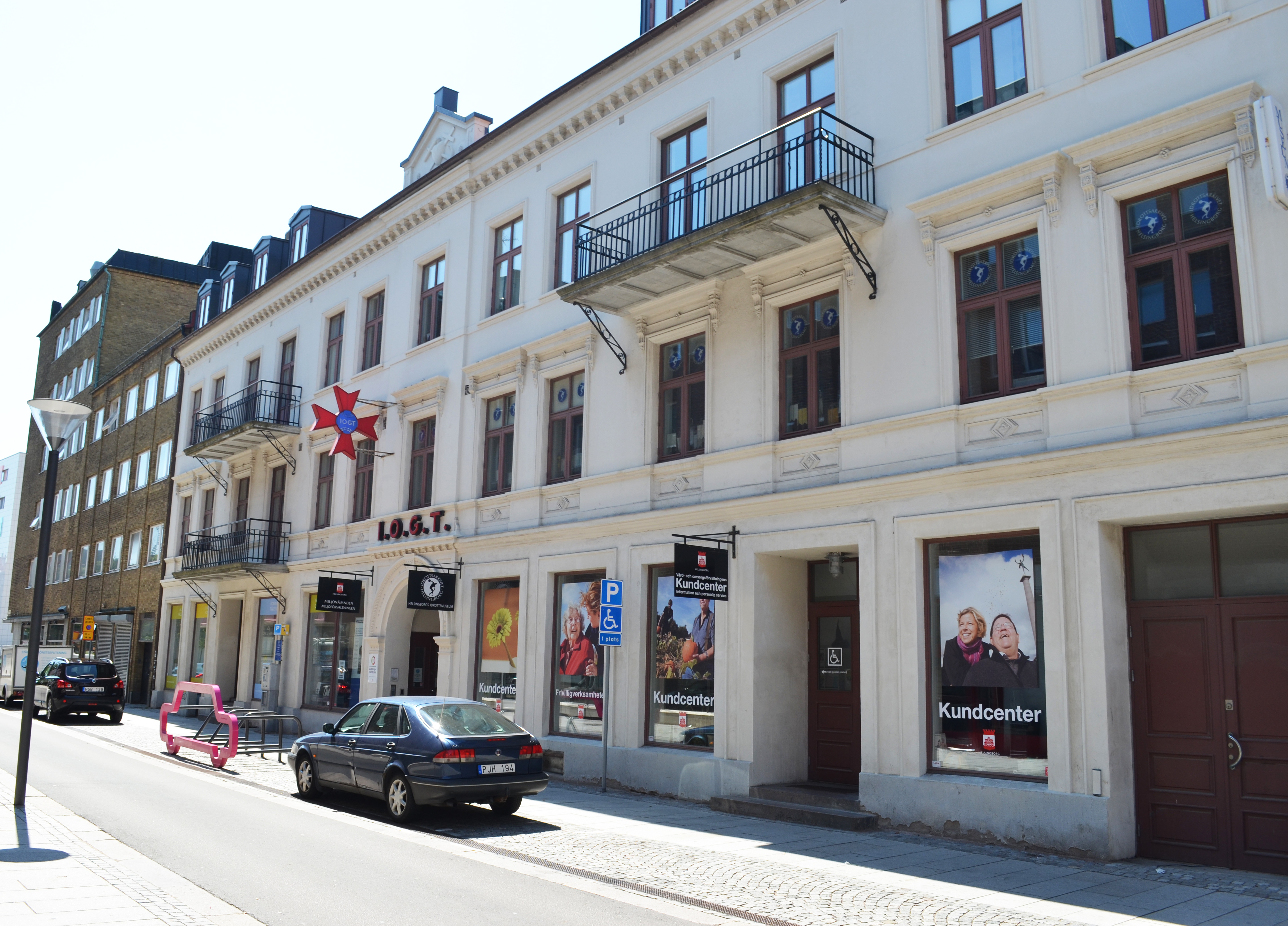
IOGT-huset (1887).

Förutom de privata bostäderna kom Frohm också att utföra ett stort antal flerbostadshus, för både de övre och undre klasserna. Som stadsarkitekt kom han också att utföra ett flertal arbeten på uppdrag av staden, bland annat inom skolväsendet genom Norra skolan (numera Sankt Jörgens skola) och Slottsvångsskolans gymnastikbyggnad, inom sjukvården genom Länslasarettet och Barnsjukhuset, samt ett folkbadhus på Söder. Han ritade även lasarettet i Trelleborg (1893).  Därutöver kom han att utforma ett antal fabriksbyggnader.

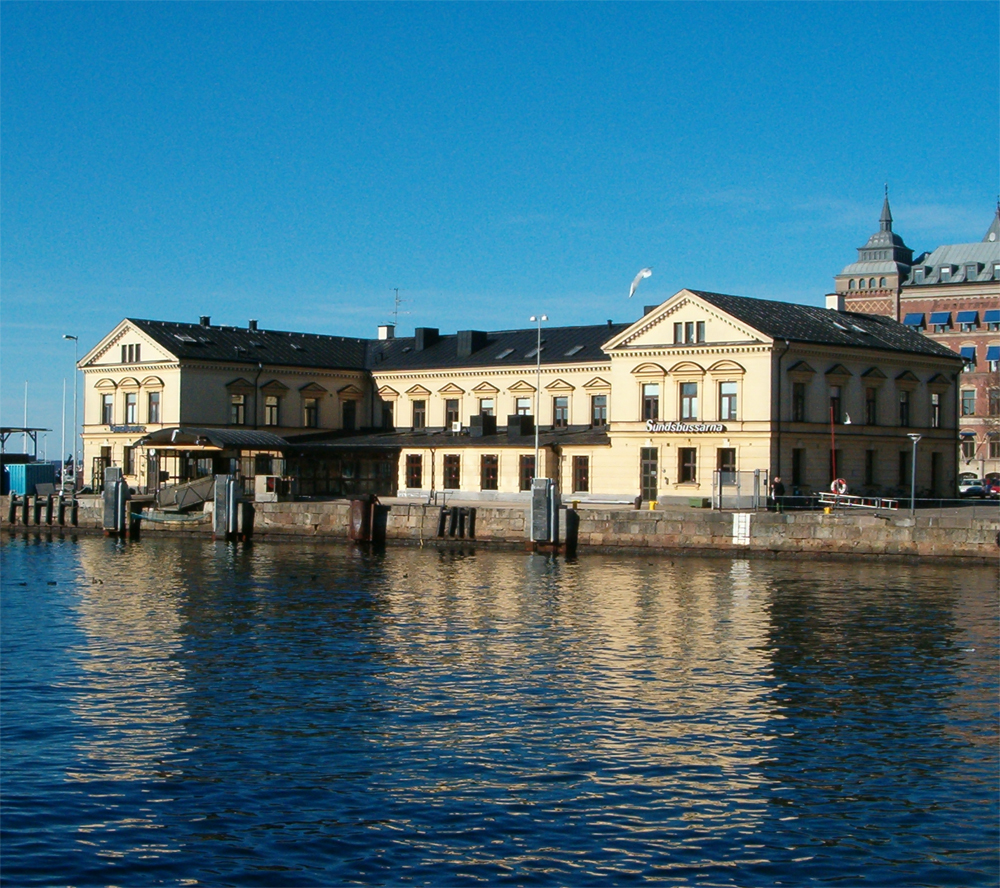
Gamla tullhuset (1887).

### Avslutningen på karriären
Mot slutet av seklet började nya tankar om arkitektur nå Sverige. Dessa präglades av en allt större eklekticism och en större spännvidd av olika arkitekturstilar som bland nygotik och Chicagoskolan, där man förespråkade äkta material och blottade fasader. Frohm höll dock till största delen fast vid den putsade nyrenässansen. Ett flertal yngre arkitekter hade också börjat dyka upp i staden. År 1886 hade Ola Anderson flyttat till staden, som representerade en mer tyskinfluerad arkitektur, till skillnad från Frohm som företrädde stockholmstraditionen. År 1892 flyttade Frohms kommande efterträdare som stadsarkitekt, Alfred Hellerström, till Helsingborg. Han kom i egenskap av vinnare i tävlingen om ett nytt rådhus i staden och hade liksom Frohm utbildats i Stockholm, men representerade en yngre generation arkitekter. Skiftet mellan de olika idealen kan tydligt ses i fallet med Frimurarhuset. Frohm, som själv var frimurare, hade fått uppdraget och ritade en putsad, klassicerande byggnad, inspirerad av italiensk renässans. Inför bygget vände sig dock den lokala frimurarlogen till Hellerström, som då föreslog en annorlunda utformad fasad mot Stortorget, inspirerad av florentinsk ungrenässans. Det var även denna fasad byggnaden slutligen fick. Denna offentliga förkastelse av sitt förslag tog Frohm mycket hårt och dennes relation med Hellerström var efter detta mycket kylig. Frohm lämnade sin tjänst som stadsarkitekt 1903 och i och med detta slutade han nästan helt med yrket som arkitekt. Han gifte sig aldrig och dog 1912. Hans efterträdare som stadsarkitekt blev Alfred Hellerström.

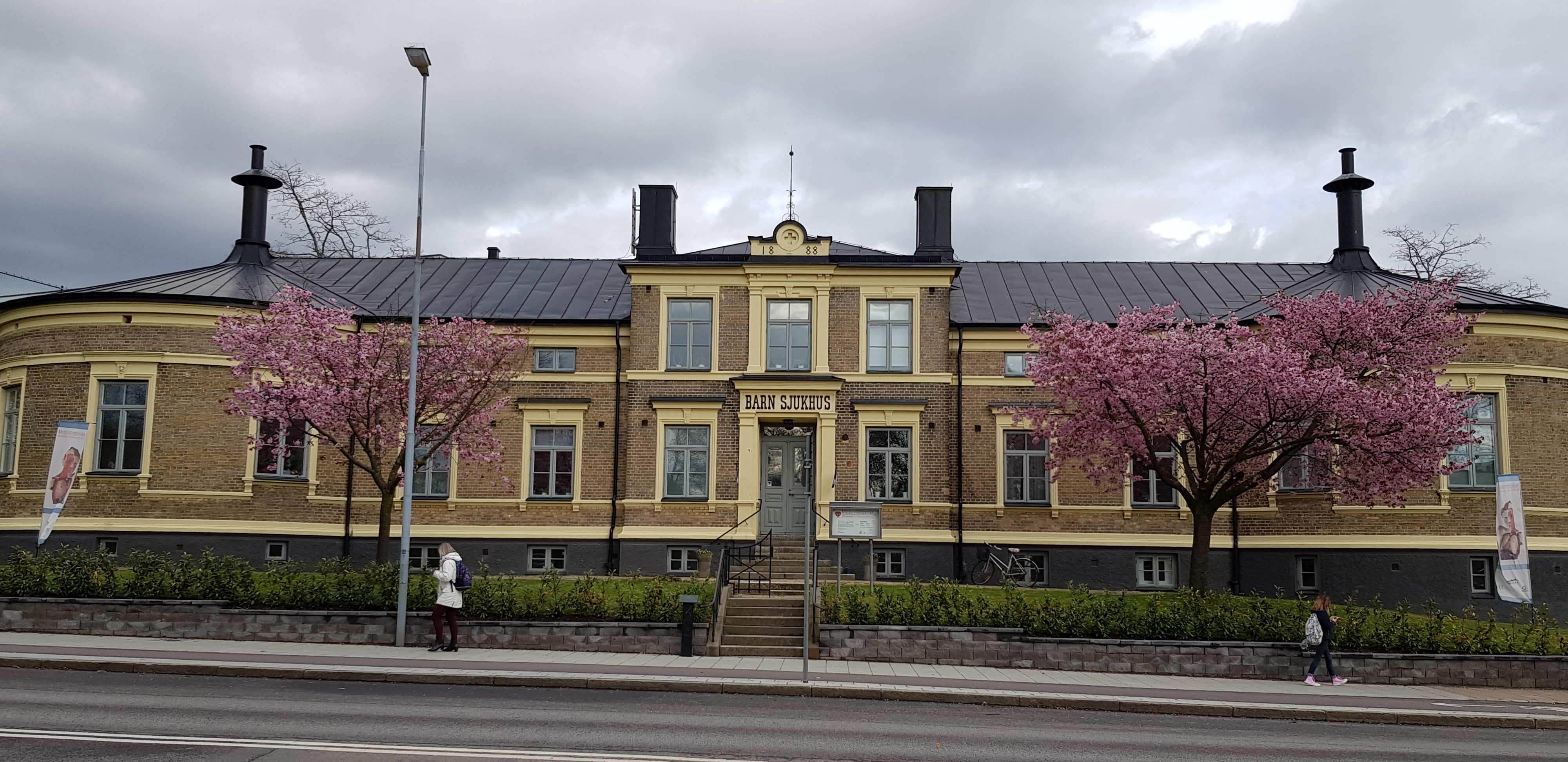
Gamla barnsjukhuset (1888).

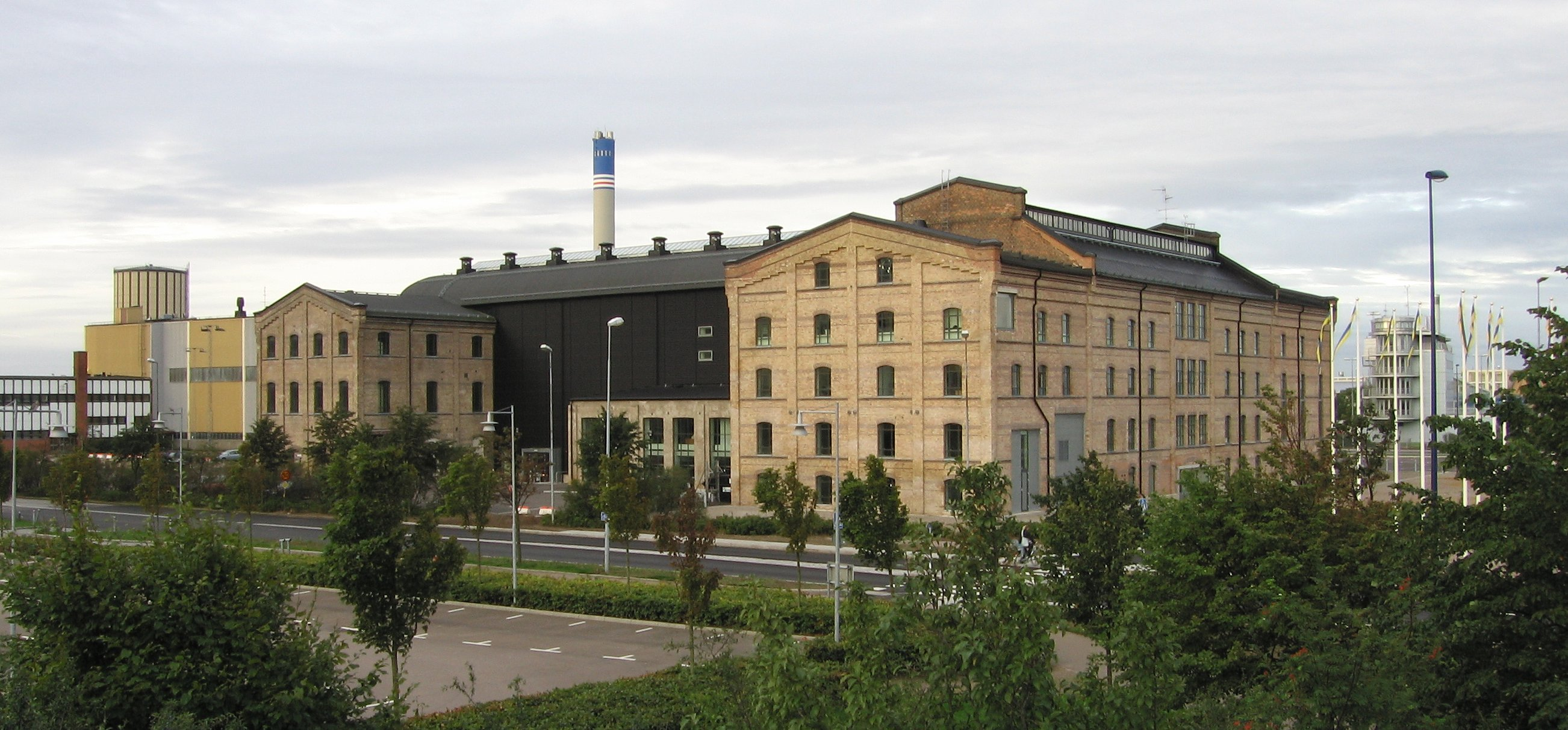
Sockerbruket (1889).

## Verkförteckning
| Byggnad                                         | Uppförd              | Nuvarande adress            | Kommentar                                                               |
| ----------------------------------------------- | -------------------- | --------------------------- | ----------------------------------------------------------------------- |
| Östra skolan                                    | 1866                 | Bergaliden 24               |                                                                         |
| Christinehalls landeri (mangårdsbyggnad)        | 1867–68              |                             | riven                                                                   |
| Gåsebäcks barnhem                               | slutet av 1860-talet |                             | rivet                                                                   |
| Lewenhauptska palatset                          | 1868                 | Drottninggatan 94           |                                                                         |
| Continentalpalatset                             | 1868, 1883–84        | Järnvägsgatan 7–11          |                                                                         |
| Hamilton House                                  | 1868–69              |                             | rivet 1964                                                              |
| Flerbostadshus (Hafströms hus)                  | 1873                 | Norra Storgatan 14          |                                                                         |
| Hotell d'Angleterre                             | 1874–75              | Järnvägsgatan 13            |                                                                         |
| Vikingsberg                                     | 1875                 | Vikingsgatan 6              |                                                                         |
| Hertzska villan (ombyggnad)                     | 1875                 | Vikingsgatan 2              |                                                                         |
| Nya kyrkogårdens begravningskapell              | 1875                 |                             |                                                                         |
| Ramlösa Nedre stationshus                       | 1875                 |                             | rivet                                                                   |
| Ramlösa Brunn stationshus                       | 1875                 |                             | rivet                                                                   |
| Norra skolan                                    | 1875                 | Pålsgatan 8                 | Sedan 1923 benämnd S:t Jörgens skola.                                   |
| Skånska Superfosfat- och Svavelsyrefabriken     | 1875–76, 1884        |                             | riven                                                                   |
| Helsingborgs Industri- och Arbetarförenings hus | 1877                 | Södergatan 18               |                                                                         |
| Länslasarettet                                  | 1878–79              |                             | rivet                                                                   |
| Banckska villan                                 | 1879–80              | Trädgårdsgatan 27           |                                                                         |
| Skånska husarregementets kaserner               | 1882                 | Bredgatan 22/Cindersgatan 8 | Lokalerna används idag av bland annat Rönnowska skolan.                 |
| Villa Skalet                                    | 1884                 |                             | riven                                                                   |
| Hotell Mollberg                                 | 1884                 | Stortorget 18               |                                                                         |
| Helsingborgs Cinders- och Kalkfabrik            | 1886                 |                             | riven                                                                   |
| IOGT-huset                                      | 1886–87              | Carl Krooks gata 8–10       | Hyser numera bland annat Helsingborgs idrottsmuseum.                    |
| Flerbostadshus                                  | 1886–87              | Trädgårdsgatan 1            |                                                                         |
| Flerbostadshus                                  | 1883                 | Kalifornieg.1 Bollbrog. 8   | Ursprungsfärg rosa, numera vit.                                         |
| Gamla tullhuset (ombyggnad)                     | 1887                 | Hamntorget 2–12             |                                                                         |
| Gamla barnsjukhuset                             | 1888                 | Bergaliden 20               |                                                                         |
| Helsingborgs sockerbruk                         | 1889                 | Bredgatan 6                 |                                                                         |
| Frimurarhuset                                   | 1889–90              | Stortorget 4                | planer och baksidans fasad                                              |
| Hemmet för vanföra                              | 1890                 |                             | rivet                                                                   |
| Sofiakällan                                     | 1890                 |                             |                                                                         |
| Hamnpaviljongen                                 | 1892                 |                             | Senare om- och tillbyggd av Alfred Hellerström, nu riven.               |
| Lasarettet i Trelleborg                         | 1893                 |                             | Senare bl.a. bibliotek och museum                                       |
| Allers tryckeri                                 | 1894                 |                             | rivet                                                                   |
| Hamnkontoret                                    | 1899                 |                             | rivet                                                                   |
| Ångfärjestationen (tillbyggnad)                 | 1901                 | Hamntorget                  | Tillbyggnaden gällde en tullvisitationsbyggnad i byggnadens västra del. |